# Орье, Альбер
Габриэль-Альберт Орье (фр. Gabriel-Albert Aurier; 5 мая 1865, Шатору, Франция — 5 октября 1892, Париж, Франция) — французский поэт, искусствовед и художник, связанный с движением символистов. 

## Биография
Орье родился в семье нотариуса в Шатору, Эндр. В 1883 году начал изучать право в Париже, но вскоре переключился на искусство и литературу. Писал статьи в периодические издания, связанные с символизмом. Делал ежегодные обзоры парижского салон для Le Décadent, также писал для La Plume, а в 1889 году работал управляющим редактором Le Moderniste Illustré. Публиковал очерки в Mercure de France, с момента основания издания в 1890 году, которые позже составили основу работ «Одинокий: Винсент ван Гог» (фр. Les Isolés: Vincent van Gogh) и «Символизм в живописи: Поль Гоген» (фр. Le Symbolisme en peinture: Paul Gauguin). 
После поездки в Марсель Орье заболел тифом и умер в возрасте 27 лет в Париже 5 октября 1892 года. На следующий день друзья, писатели и художники сопровождали его гроб на похоронном поезде из Орсэ[уточнить] в Шатору, где его останки были похоронены в фамильной могиле. 
Через шесть месяцев после его смерти, в апреле 1893 года, его друзья опубликовали его сборники (Œuvres posthumes) под редакцией коллег из Mercure de France.

## Коллекционирование
Большинство картин Ван Гога из коллекции Орье были приобретены Еленой Крёллер-Мюллер, и в настоящее время находятся в Музее Крёллер-Мюллер, Оттерло (Нидерланды). Работы других художников из дома Орье, таких как Эмиль Бернар, А. Фурмон, различных неизвестных художников и самого Орье, впервые были выставлены в 1960 году в Париже.

## Библиография

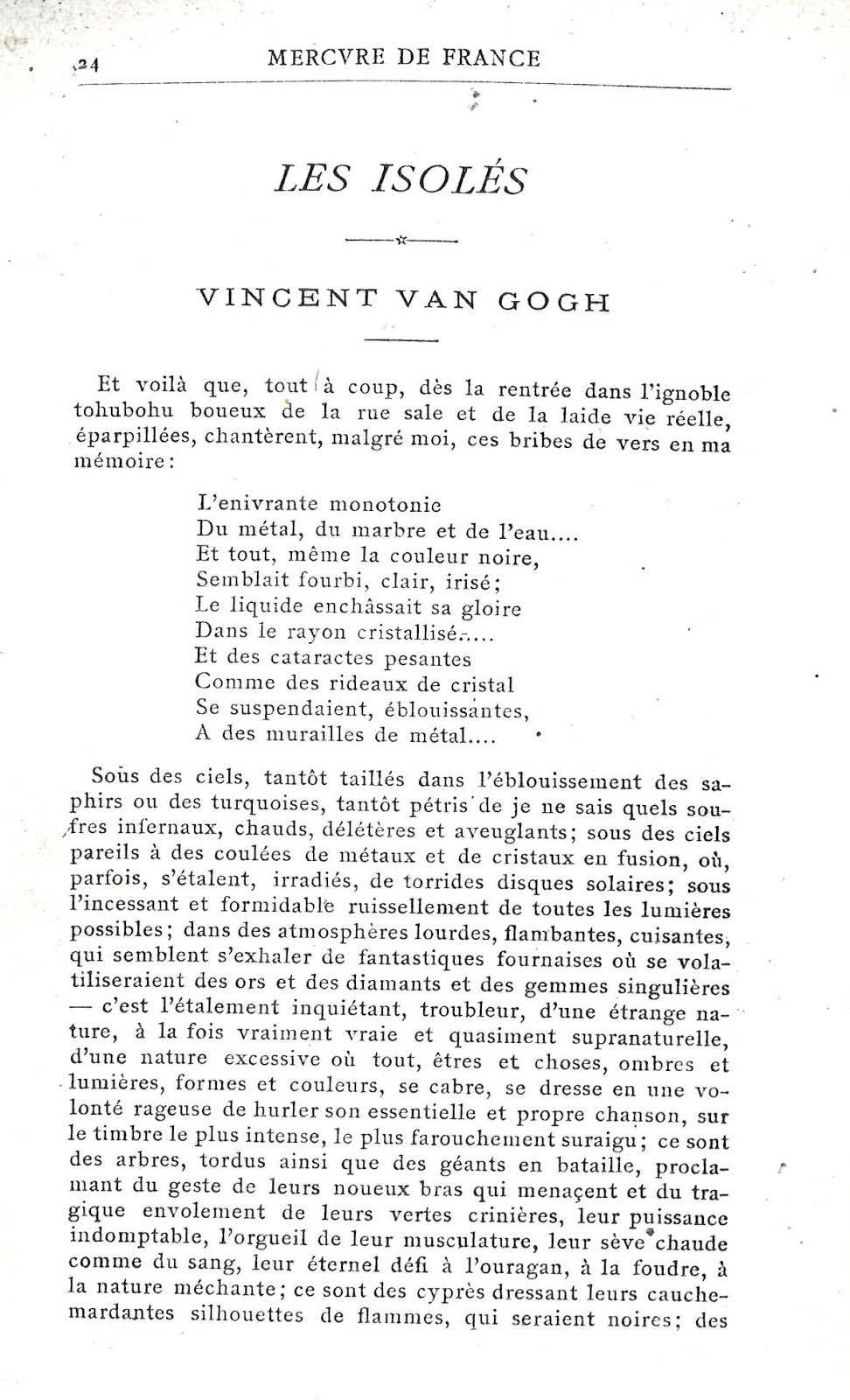
Алберт Орье: Les isolés, статья, восхваляющая Винсента Ван Гога, Mercure de France, январь 1890 года.
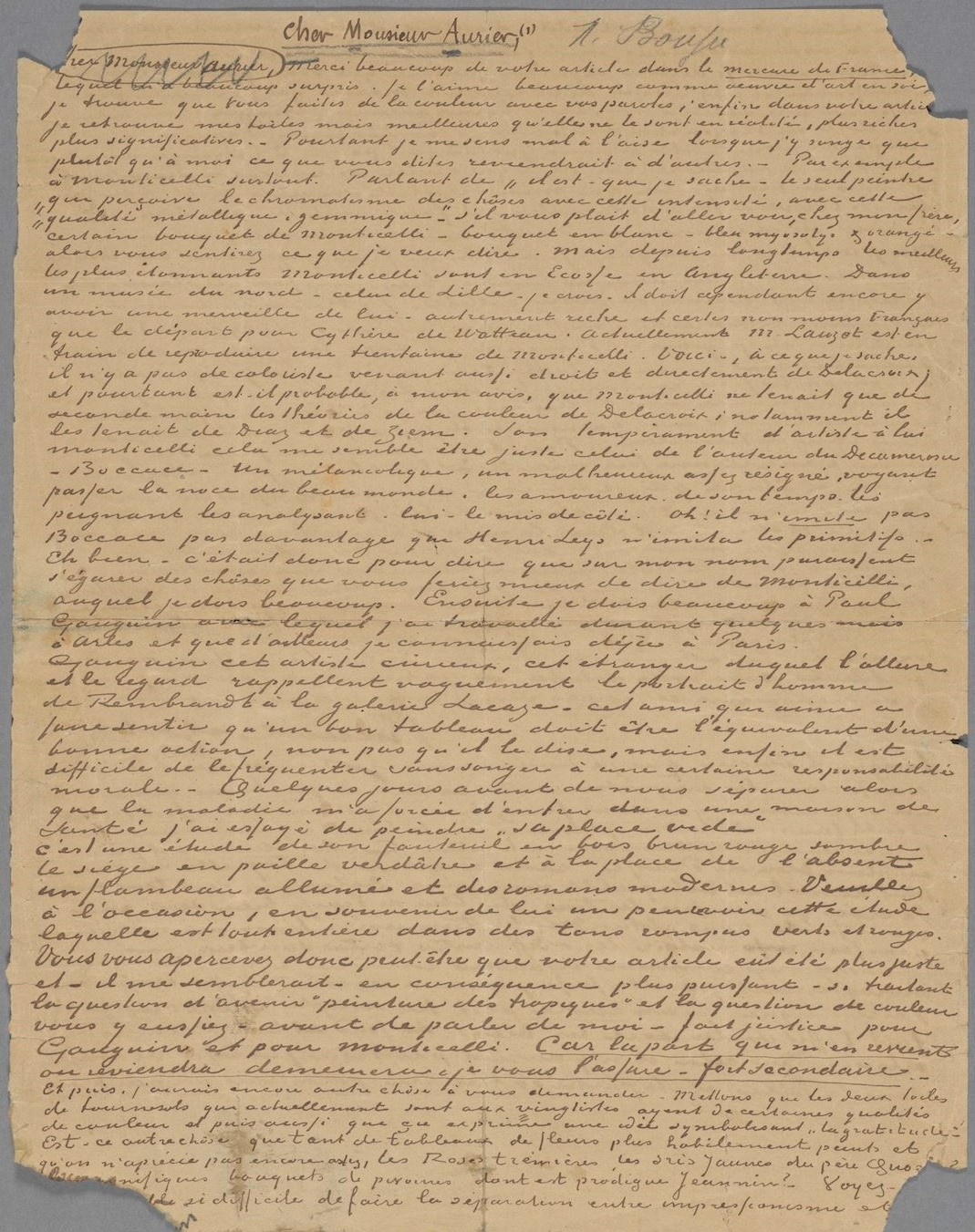
Винсент Ван Гог: Письмо Альберту Орье, 8 или 9 февраля 1890 года.